# Rua São Bento
Rua São Bento é um logradouro histórico localizado no distrito da Sé, Centro da cidade de São Paulo, capital do Estado de São Paulo. Começa no Largo São Francisco junto a Rua José Bonifácio, passando ainda: pela Praça do Patriarca, Rua Direita, Rua da Quitanda, Largo do Café, Rua Miguel Couto, Praça Antonio Prado e finaliza sua extensão junto à Rua Boa Vista, já no Largo de São Bento.

A rua tem atividades eminentemente comerciais nos dias atuais, onde podem ser encontradas diversas lojas que vão desde grandes redes, passando por perfumarias, livrarias, lanchonetes, restaurantes, bancos, redes de "Fast Food" até pontos históricos e turísticos da cidade de São Paulo como é o caso do Edifício Martinelli, cuja portaria principal é acessada pela Rua São Bento.

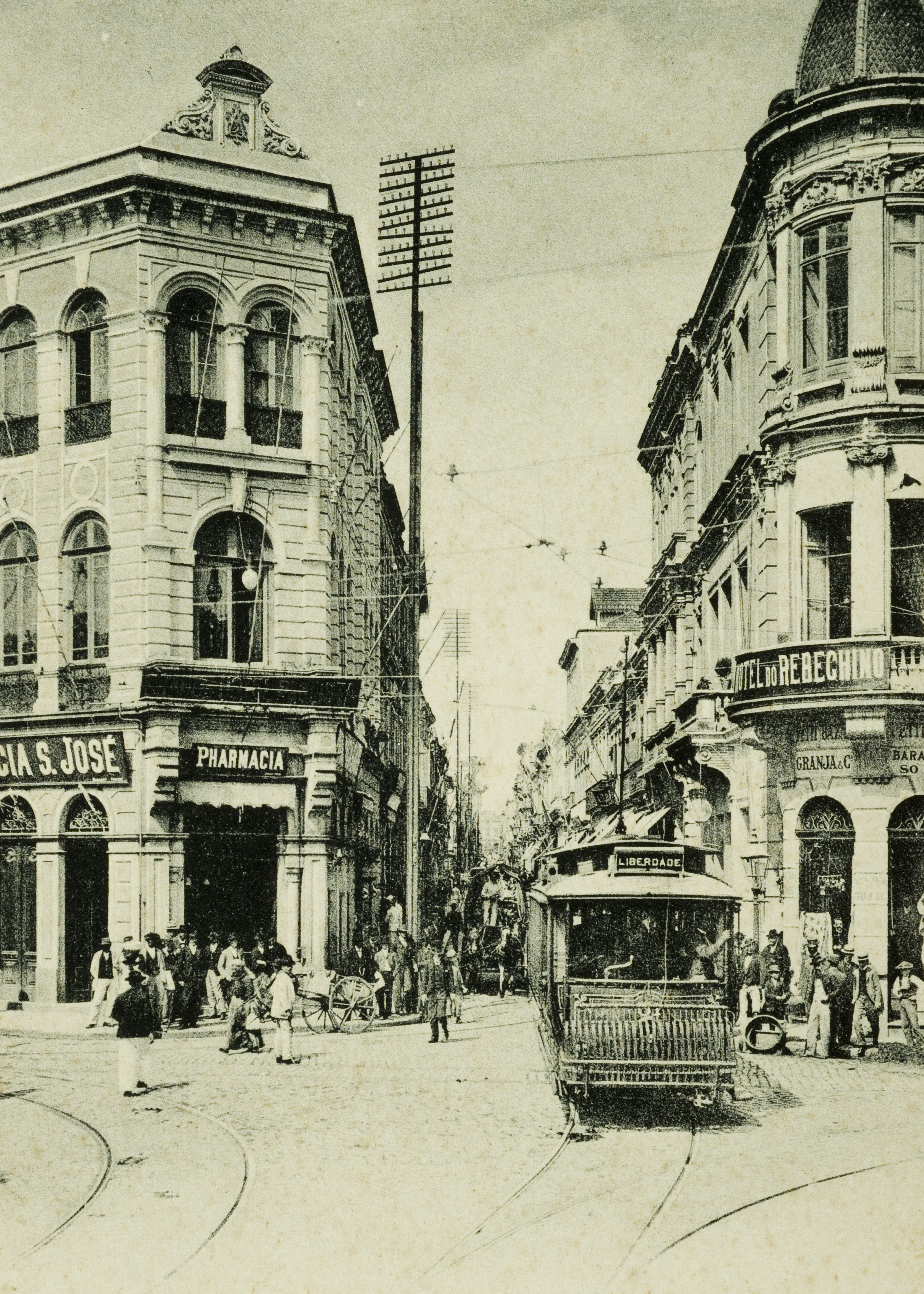
A Rua de São Bento em 1905, fotografia de Guilherme Gaensly.

## Histórico

Festejo pelo fim da Segunda Guerra Mundial na Rua São Bento

Já foi denominada de "Rua de Martim Afonso Tibiriçá" e "Rua de São Bento para São Francisco". O nome "São Bento" é referência ao Mosteiro de São Bento, localizado no Largo de São Bento, ao final da rua. Em conjunto com as ruas Direita e 15 de Novembro, a Rua São Bento formou o célebre "Triângulo" paulistano, centro da vida comercial, intelectual e elegante da São Paulo de finais do século XIX e início do século XX.
Estabelecimentos históricos e conhecidos dos paulistanos, abrigados na rua em diversas épocas: Leiteria Campo Belo, Casa Fortes, Casa Fretin (esquina com Rua da Quitanda), Casa Genin, Botica Ao Veado d'Ouro, Joalheria Adamo, Casa Paiva, Electrolandia, Casas Pernambucanas, Au Bon Marché, A Triumphal, Casa Sotero, Lapidação de Diamantes Antuérpia, Loja do Japão, Loja da China, Cine São Bento.
O Grande Hotel, na Rua São Bento esquina do Beco da Lapa (atual Rua Miguel Couto), inaugurado em 1878, era considerado o melhor hotel do Brasil, ocupando todo um quarteirão: Beco da Lapa, Rua São Bento até a Rua São José (atual rua Líbero Badaró). Edifício de três andares projetado por Von Puttkamer, recebeu hóspedes famosos como o príncipe Henrique da Prússia (1885) e a artista Sarah Bernhardt (1886), sendo demolido em 1964, dando lugar a edifício comercial. Havia ainda o Cursinho do Professor Castelões,  preparatório aos vestibulandos das Faculdades de Direito.